# Légifrance
Légifrance – rządowa strona internetowa we Francji, będąca powszechnie dostępnym systemem informacji prawnej, zawierającym informacje o prawie francuskim i prawie Unii Europejskiej.
Za pośrednictwem tej strony można korzystać z bazy danych utworzonej i udostępnianej na podstawie dekretu nr 2002–1064 z dnia 7 sierpnia 2002 r. w sprawie systemu udostępniania prawa przez Internet.
System zawiera m.in.:
- teksty wszystkich aktów prawnych obowiązujących od 1539 r.;
- orzeczenia od 1875 r., w tym wszystkie orzeczenia sądów apelacyjnych i Sądu Kasacyjnego od 1987 r.;
- bazę prawa i orzecznictwa Unii Europejskiej.